# Heinrich Ulrich (Glockengießer)

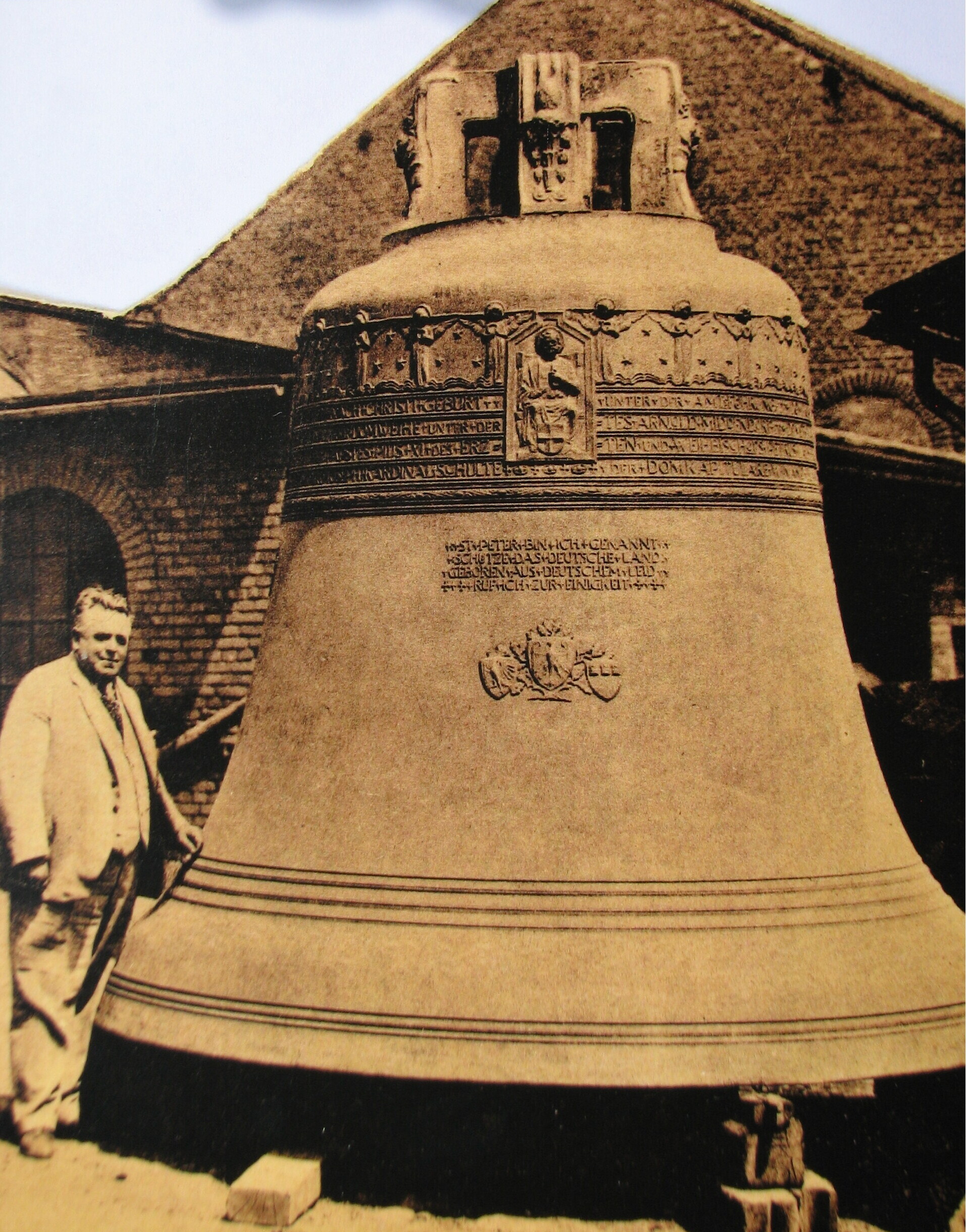
Die Petersglocke für den Dom zu Köln in der Glockengießerei Ulrich in Apolda, links ihr „Vater“ Glockengießermeister Heinrich Ulrich (1923)

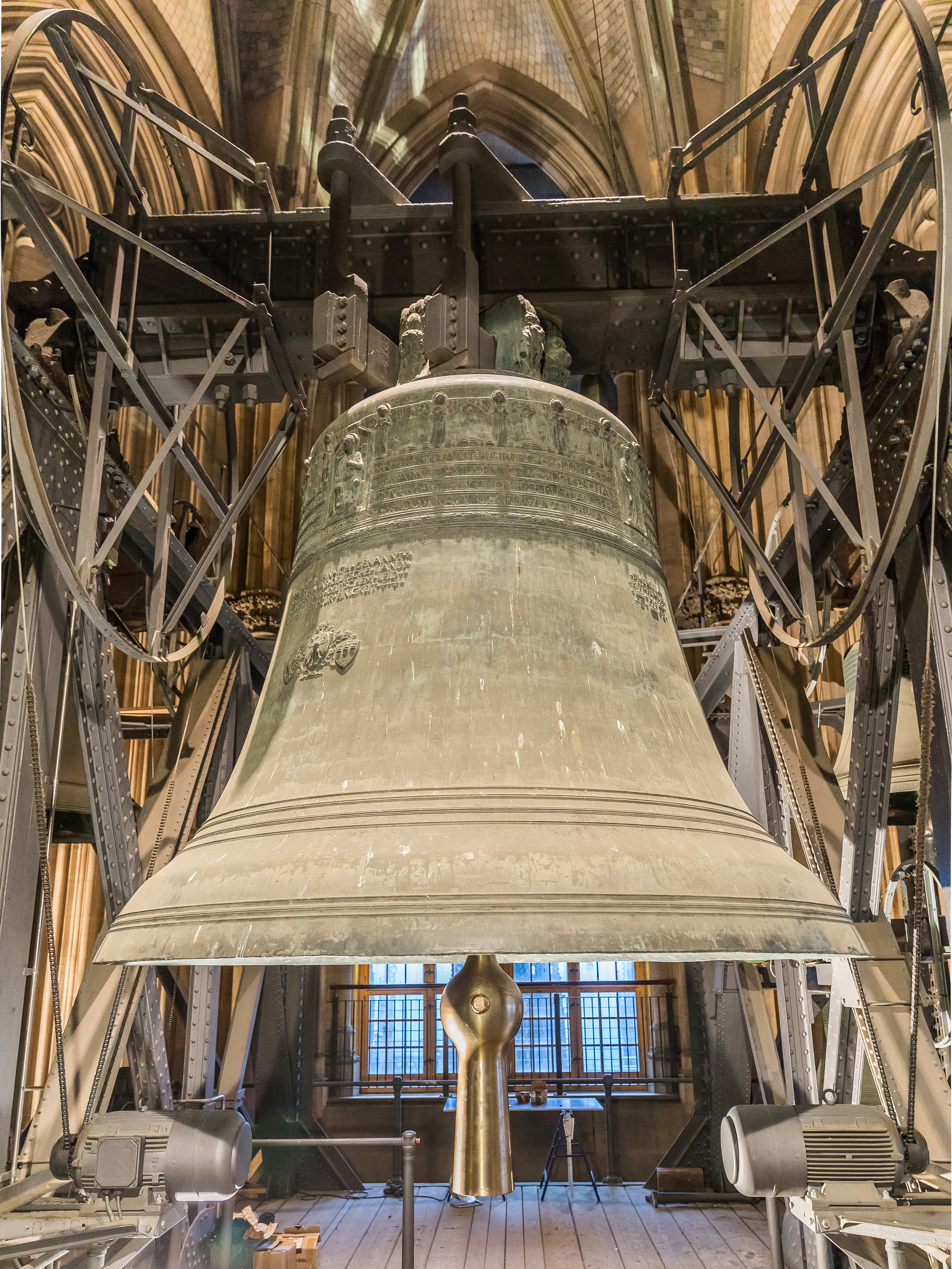
Die Petersglocke im Kölner Dom 2018

Heinrich Richard Karl Ulrich (* 25. März 1876 in Apolda; † 12. Februar 1924 in Weimar) war ein deutscher Glockengießer. Er entwarf und berechnete die Petersglocke, die größte der Kölner Domglocken im Kölner Dom, die er am 5. Mai 1923 goss – und deren erstes Läuten im Dom er nicht mehr erlebte. Ulrich war maßgeblich an der Tradition der Glockengießerei in Apolda beteiligt.

## Leben
Heinrich Ulrich entstammte einer Familie, die über viele Generationen hinweg das Erz- und Glockengießerhandwerk betrieben hatten. Er war das älteste von drei Geschwistern und evangelisch getauft. Er heiratete 1899 Else Margarete Bach (* 1879); die Ehe wurde 1908 geschieden. 1917 heiratete er Ida Stock (1876–1941) und konvertierte wegen ihres katholischen Glaubens zum Katholizismus. Beide Ehen blieben kinderlos.
Zu Beginn der 1920er Jahre zog Ulrich in ein eigenes Wohnhaus nach Weimar in die Elisabethstraße 5, die heutige Helmholtzstraße 5.

## Schaffen

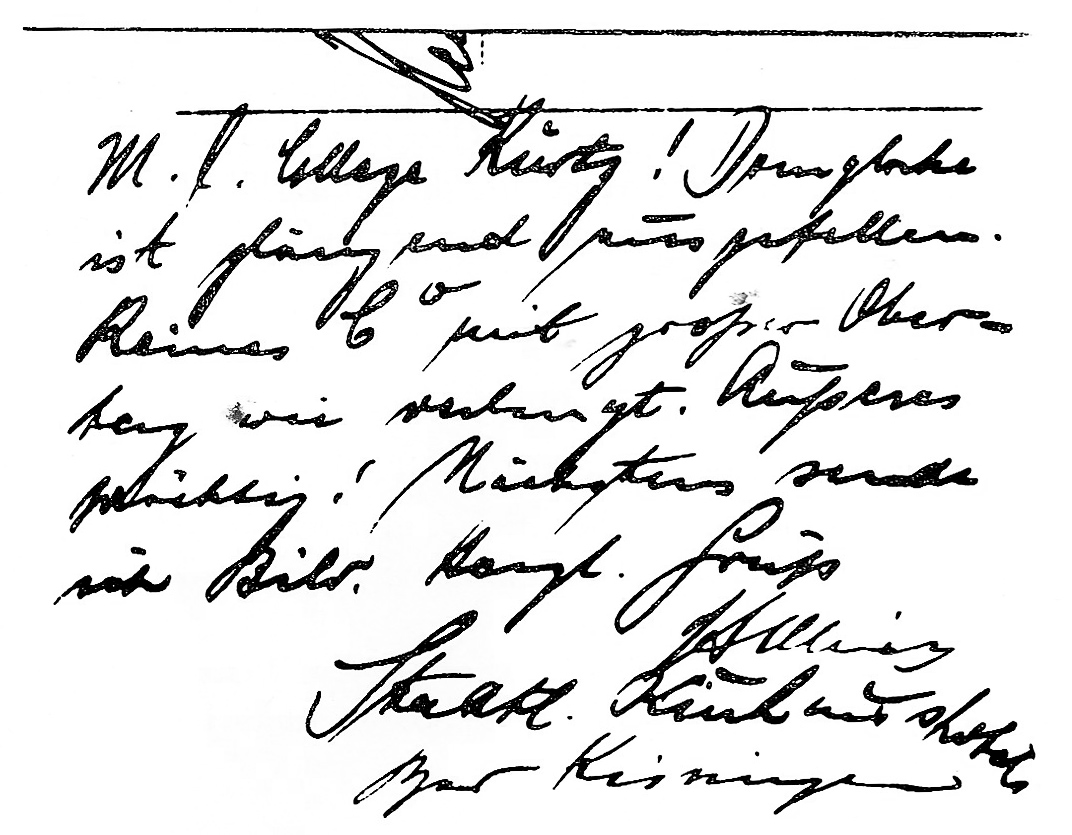
Postkarte von Meister Ulrich an seinen Kollegen Kurtz: „Domglocke ist glänzend ausgefallen. Reines C^{0} mit großer Oberterz wie verlangt. Äußeres prächtig.“

Nach dem Konkurs des väterlichen Unternehmens 1902 ging Ulrich in die USA und nach England. Anschließend arbeitete er in Deutschland in bekannten Gießereien, wo er seine Fähigkeiten und Fertigkeiten erweiterte. 1910 kehrte er nach Apolda zurück. Am 23. April 1910 wurde in Apoldas Handelsregister sein Unternehmen Heinrich Ulrich Glockengießer GmbH eingetragen mit drei Geschäftsführern, den Kaufleuten Carl Ungelenk und Ernst Ungelenk sowie ihm.
Um den früher bekannten Firmennamen Gebrüder Ulrich wieder führen zu können, gewann er kurzzeitig seinen Bruder Ernst Ulrich, einen Färbermeister, als Mitinhaber. Kurze Zeit später schied der Bruder wieder aus dem Unternehmen aus, doch der traditionsreiche Name blieb nunmehr.
Von 1912 bis 1918 bestand die Gießerei in der Rechtsform als Kommanditgesellschaft. Aus jener Zeit sind nur wenige der gegossenen Glocken erhalten, da die meisten für Rüstungszwecke im Ersten Weltkrieg eingeschmolzen wurden.
Im Jahr 1921 schuf Ulrich die Weimarer Rathausglocke, die im Zweiten Weltkrieg zu Rüstungszwecken eingeschmolzen wurde.
1923 wurde das Unternehmen in eine Aktiengesellschaft mit Heinrich Ulrich als Generaldirektor umgewandelt, mit der Firmenbezeichnung Gebrüder Ulrich Glockengießereien Aktiengesellschaft in Weimar. Tatsächlich goss Ulrich aber stets in Apolda und nicht in Weimar Glocken.
Heinrich Ulrich verband sich nach dem Ersten Weltkrieg mit der Eisengießerei Weule in Bockenem, wo er lange Zeit Glocken aus Eisenhartguss fertigen ließ. Auch gründete er 1921 eine Zweigniederlassung in Kempten, in der sein Bruder Ernst Ulrich und später sein Neffe Karl Czudnochowsky tätig waren. Die Niederlassung bestand bis 1932.

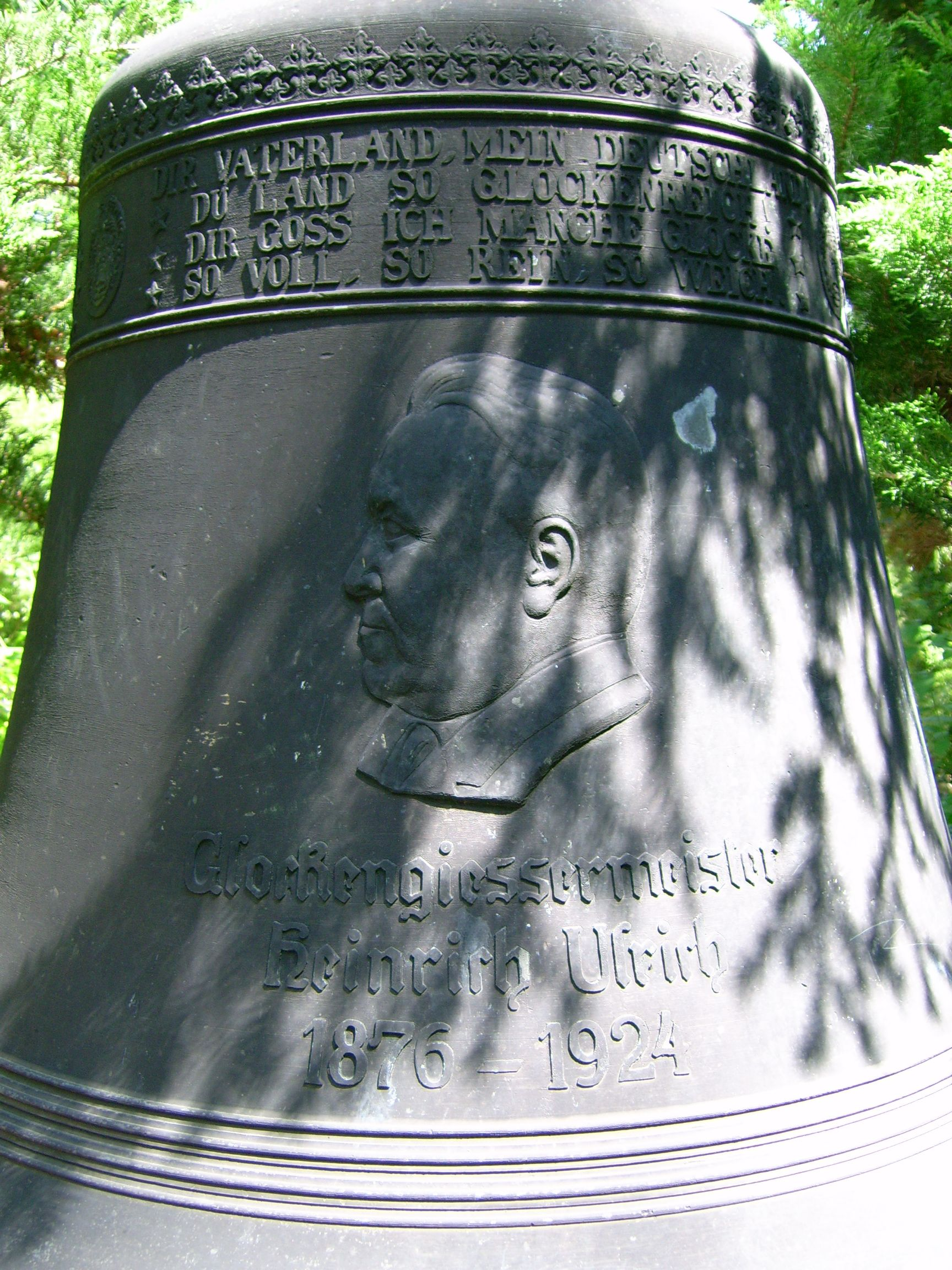
Glocke als Grabmal für Glockengießermeister Heinrich Ulrich aus Apolda auf dem Historischen Friedhof Weimar. Die Glocke hat rückseitig die Inschrift: „Der Meister der grossen Glocke im Dom zu Köln“

Heinrich Ulrichs bedeutendste Leistung, die sein gesamtes Lebenswerk überstrahlt, ist der erfolgreiche Guss der Petersglocke im Dom zu Köln mit einem Gewicht von 24.000 Kilogramm. Bevor er den Auftrag 1922 übernahm, hatten zahlreiche Glockengießereien wegen des Risikos beim Guss einer so großen Glocke den Auftrag abgelehnt. Der Guss begann am 5. Mai 1923:

„Am 5. Mai wurde in Apolda von der Hand des Meisters Heinrich Ulrich die ‚deutsche Glocke am Rhein‘ gegossen, die als Ersatz für die im Kriege eingeschmolzene Kaiserglocke im Kölner Dom bestimmt ist. Der Guß ist nach der Ansicht der Sachverständigen vollkommen gelungen. Ueber 24 Stunden wurden für den Guß gebrancht, wobei die Bronze, aus etwa 73 Teilen Kupfer und 22 Teilen Zinn bestehend, auf etwa 1400 Grad erwärmt wurde. Um die Klarheit des Tones nach Möglichkeit zu sichern, begnügte man sich nicht mit den sonst üblichen 1200 Grad. 30 Kubikmeter Fichtenholz wurden zum Schmelzen verbraucht. Die Glocke hat trotz ihrer Riesenmaße – 3,30 Meter Höbe, 3,26 Meter Durchmesser und 25.000 Kilogramm Gewicht – eine sehr gefällige Form und ist nicht nur die größte, sondern auch eine der schönsten Westeuropas.“

Als nach tagelanger, entsprechend längerer Abkühlzeit die Glocke freigelegt, geprüft und als gelungen eingeschätzt wurde, soll Ulrich hinausgegangen sein und geweint haben. Die Glocke sollte das erste Mal am Heiligabend 1924 zu hören sein, was wegen eines technischen Fehlers mit dem Klöppel, der in Schlebusch-Manfort geschmiedet worden war, misslang. Sie läutete erstmals in Köln am 28. Oktober 1925 um 12 Uhr.
Heinrich Ulrich war es nicht vergönnt, das erste Läuten seiner Petersglocke am Bestimmungsort zu hören – er starb am 12. Februar 1924 an einer schweren Grippe.

„In Weimar starb erst fünfzigjährig der weitbekannte Besitzer der Glockengießerei in Apolda, Glockengießermeister Heinrich Ulrich, der nach dem Kriege seinen Wohnsitz in Weimar genommen hatte. Die altberühmte Glockengießerei hatte nach dem Kriege tausende deutscher Glocken neu gegossen. Vor allem ging aus ihr die neue große Kaiserglocke für den Kölner Dom hervor, die jedoch noch nicht an ihren Bestimmungsort gesandt wurde, da man die Beschlagnahme durch die Franzosen fürchtete. Der Guß dieser größten deutschen Glocke – der ‚Glocke vom Rhein‘ –
 war ein überragendes technisches Meisterwerk.“

Sein Grab auf dem Historischen Friedhof Weimar ist bis heute mit einer Bronzeglocke (unterer Durchmesser 109 Zentimeter) geschmückt; dort ruhen auch seine Frau Ida Ulrich und sein Schwager Josef Stock.
Die Glocke auf dem Grab von Heinrich Ulrich mit seinem Seitenporträt als Halbrelief hat folgende Inschrift:
„Dir Vaterland, mein Deutschland! Du Land so glockenreich! Dir goss ich manche Glocke, so voll, so rein, so weich.
Musst früh mein Tagwerk schließen, Du weißt es, Gott, warum. Die Glocken soll’n Dich preisen, da meine Zunge stumm.
Ich schlaf’ bei ihrem Klingen; was sein muss, still ich trag. Bis einst sie alle läuten am ew’gen Ostertag.“
Ulrichs Unternehmen wurde noch vor Gründung der DDR am 21. Februar 1949 enteignet, die Gießerei wurde dem volkseigenen Feuerlöschgerätewerk Total in Apolda zugeordnet. Damit endete dort die Glockengießerei.
Von 1910 bis 1939 wurden in Heinrich Ulrichs Glockengießerei am Katharinenweg in Apolda etwa 5000 Bronzeglocken gegossen, von denen einige die Zeit überdauert haben und noch heute in Deutschland, der Schweiz, Luxemburg, Tschechien, Österreich, Belgien, Rumänien, Ungarn, Polen, Litauen, Kanada, Argentinien, Brasilien, Bolivien und in Afrika von der Hochwertigkeit der Glocken aus dieser Gießerei in Apolda künden.

## Päpstliche Ehrung
Im Vatikan ließ Papst Pius XI. am 18. Juli 1922 eine Urkunde für Heinrich Ulrich ausstellen, die ihm den Titel eines Päpstlichen Gesellen gewährte sowie die Befugnis, auf seinem Schild das Wappen Seiner Heiligkeit darzustellen.